# Vasyl Radyk
Vasyl Mychajlovyč Radyk (maďarsky Radik László, ukrajinsky Василь Михайлович Радик, rusky Василий Михайлович Радик (Vasilij Michajlovič Radik), 1913 – 20. století) byl rusínský fotbalový obránce. Po skončení aktivní kariéry působil jako trenér, fotbalový funkcionář a rozhodčí.

## Hráčská kariéra
V československé lize hrál za SK Rusj Užhorod. Gól v lize nedal. Dvojnásobný mistr Slovenska (1933, 1936), trojnásobný mistr Ukrajiny (1946, 1950, 1953) a vítěz ukrajinského poháru (1950). Hrál na pozici pravého nebo středního obránce.

### Prvoligová bilance
| Ročník              | Zápasy | Góly | Minuty | Klub            |
| ------------------- | ------ | ---- | ------ | --------------- |
| Státní liga 1936/37 | 20     | 0    | 1 800  | SK Rusj Užhorod |
| CELKEM I. ČS. LIGA  | 20     | 0    | 1 800  |                 |